# Editto di Restituzione
L'editto di Restituzione venne promulgato da Ferdinando II d'Asburgo il 6 marzo 1629 durante la guerra dei trent'anni per la restituzione dei beni ecclesiastici, secolarizzati dopo il 1552, che i protestanti avrebbero dovuto riconsegnare alla Chiesa di Roma.

## L'editto di RestituzioneRadix omnium malorum

### Antefatti

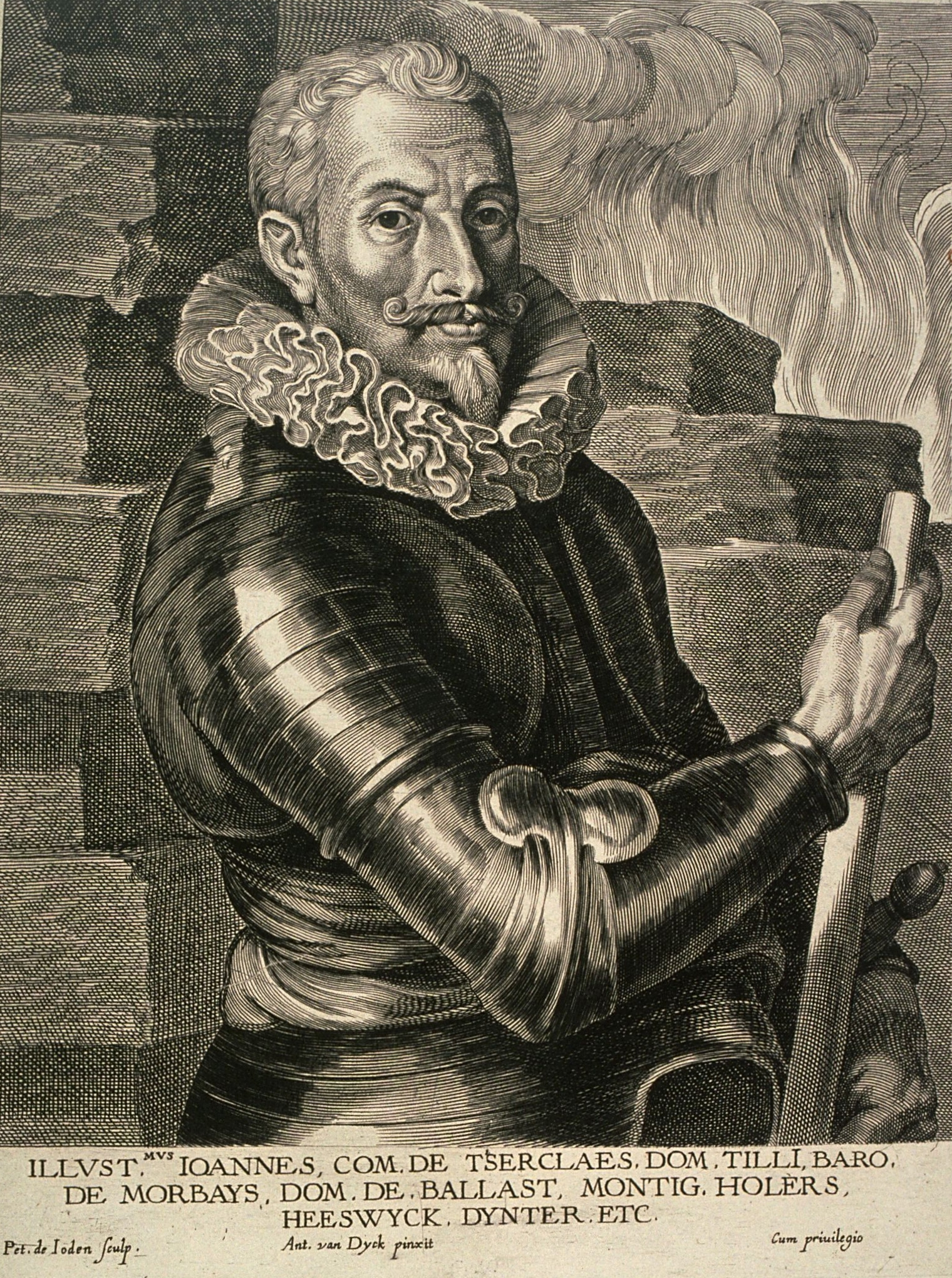
Johann Tserclaes, conte di Tilly, generalissimo dell'esercito cattolico

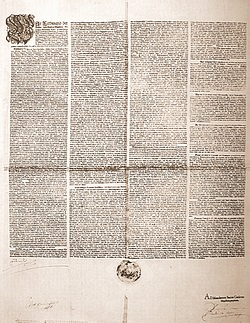
Copia dell'editto di restituzione

L'emanazione dell'editto si colloca nel contesto del generale andamento sfavorevole della fase danese della guerra dei trent'anni per il fronte protestante. Nella campagna militare condotta dall'Unione Evangelica nel 1626, infatti, si possono distinguere due imprese diverse, che ebbero entrambe esiti sfavorevoli: l'attacco, in collaborazione con il principe di Transilvania, contro gli imperiali a est, e l'avanzata verso sud, dalla Danimarca, contro l'esercito della Lega cattolica. Il progetto orientale non ebbe altra conseguenza che la morte, in un lontano villaggio bosniaco, di Ernst von Mansfeld. Quanto ai danesi, le gravi sconfitte di Lutter e di Wolgast, furono sufficienti ad affermare la superiorità del Conte di Tilly e Wallenstein, ad aprire lo Schleswig-Holstein all'avanzata dei cattolici, e a togliere ai danesi ogni efficacia nella contesa.
Di nuovo la causa protestante era caduta nell'abisso più profondo, mentre il trionfo imperiale creò le premesse, paradossalmente, perché potesse essere frenato dalle conseguenze di atti e decisioni alimentati e maturati nel clima dell'andamento favorevole del conflitto per la parte cattolica. Nell'esaltazione prodotta dalla vittoria, gli Elettori cattolici concepirono un'idea abbastanza naturale ma poco saggia, perseguita con sviluppi pericolosi per gli interessi dell'imperatore. Un cospicuo patrimonio ecclesiastico, che comprendeva nella Germania settentrionale due arcivescovati e dodici vescovati, era sin dal 1552 passato dai cattolici ai protestanti. Parte di quest'imponente proprietà era stata spesa degnamente a sostenere la Chiesa luterana; il resto, assai meno degnamente, a soddisfare le esigenze e il lusso dei principi dell'impero. Tutto questo bottino doveva ora, in virtù dell'editto, ritornare ai suoi antichi proprietari cattolici. Tale decreto ingiuntivo turbò fortemente gli amministratori protestanti, costretti, sotto la tirannica pressione delle truppe di Wallenstein, a cedere una proprietà che da molti anni ormai consideravano propria.

### Prodromi dell'editto, prima stesura e successiva pubblicazione

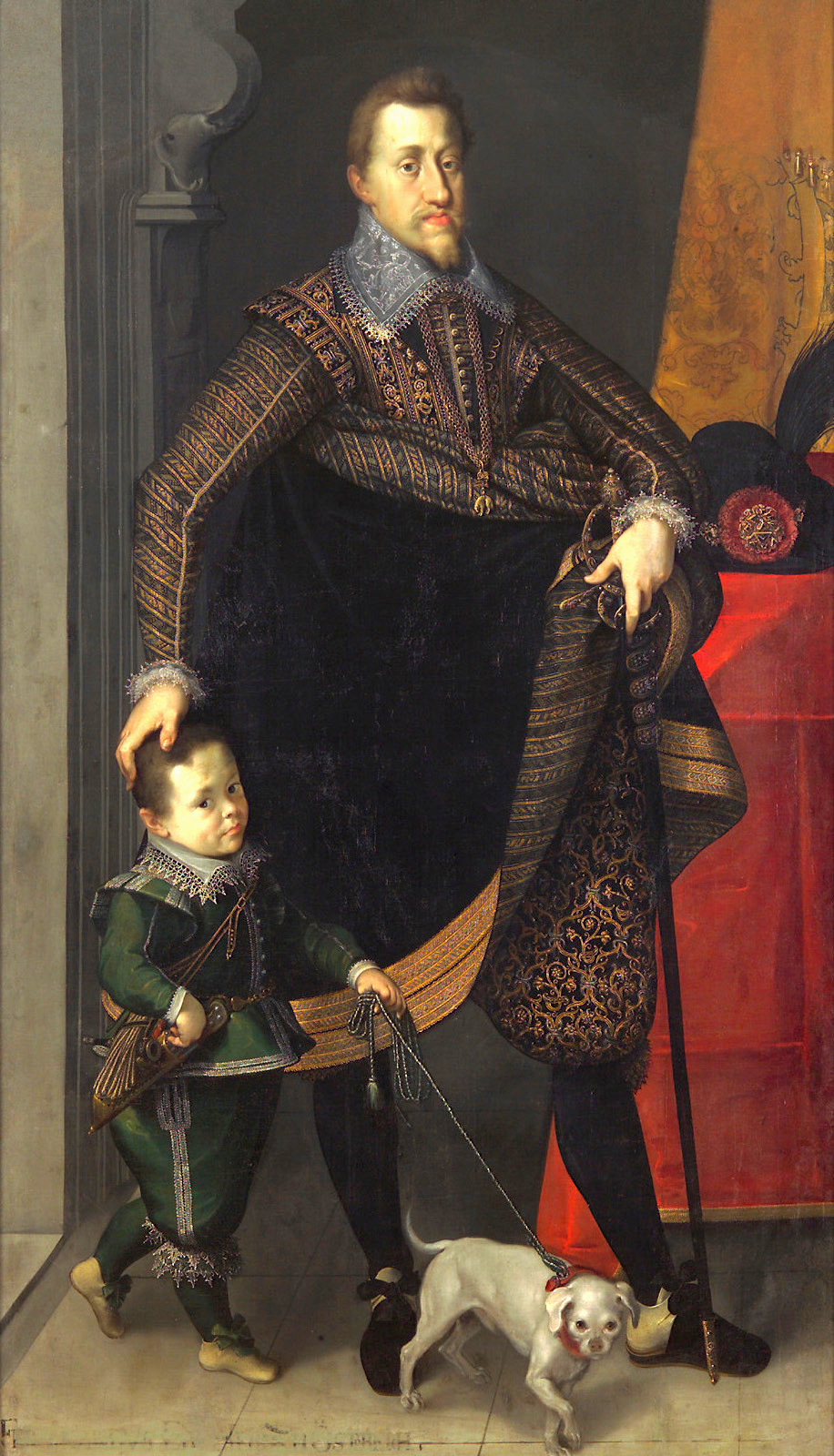
Ferdinando II d'Asburgo

L'editto era costituito da un foglio di sole 4 colonne di testo, pensato e supervisionato dall'imperatore Ferdinando II e dalla sua guida spirituale: il confessore gesuita Guglielmo Lamormaini. In definitiva, esso finì per rappresentare l'inizio della rovina per il suo creatore, tanto era severo e rigido. Venne per ciò definito dagli storici del tempo: Radix omnium malorum (la radice di tutti i mali).
La prima stesura venne sollecitata durante la dieta di Mühlhausen nell'autunno del 1627, convocata per discutere le conseguenze della sconfitta danese. A tale evento inizialmente non veniva dato peso, ma quasi un anno dopo si verificò che alcuni importanti vescovi ricordarono all'imperatore, in una lettera congiunta, la promessa fatta di restituire alla Chiesa cattolica ciò che era stato tolto dalla Pace di Augusta in poi. L'abbozzo preparato da Ferdinando e Lamormaini, fu inviato per studio e visione agli Elettori vescovi cattolici.
Questi premettero perché lo stesso fosse redatto in forma ancora più dura, affinché contenesse un'esplicita dichiarazione di lotta al calvinismo e favorisse anche la possibilità di un'estensione delle sue norme alle città libere dell'impero. Il documento fu stampato in grande tiratura (ne sono note ben 35 differenti versioni) e distribuito largamente in tutta la Germania. Fu realizzato in gran segreto e distribuito alle cancellerie di tutta la Germania con preghiera che ne fossero ricavate numerose copie da pubblicare tutte insieme nel marzo del 1629. Per i mesi a venire questo documento, all'apparenza banale e scritto con caratteri minuscoli, fu l'argomento principale di ogni dialogo e convenevole.
Il circolo della Bassa Sassonia, la Vestfalia e il Württemberg furono tra le regioni più colpite dall'editto, in quanto questi territori ospitavano un migliaio fra monasteri, conventi e altri possedimenti già secolarizzati dai locali principi. Alcune gravi discussioni nacquero per la sottile differenziazione fra luteranesimo e calvinismo, che non erano trattati formalmente alla stessa stregua. Altri abusi furono fatti non rispettando la data termine del 1552, dalla quale si intendeva valesse l'editto, così furono messe in discussione anche secolarizzazioni di epoca anteriore alla pace di Augusta. Gli eserciti della Lega, ovviamente, collaborarono attivamente con i commissari imperiali impegnati nell'opera di restituzione. Più complesso fu il discorso della sua applicazione nei territori dove stazionava l'armata di Wallenstein. Questi era, infatti, ancora impegnato a ridurre il pericolo danese e occupato nell'assedio di Stralsund; va ricordato inoltre che nell'animo suo le questioni religiose erano di poca o nulla importanza, tanto che era solito suggerire all'imperatore maggiore moderazione in materia religiosa, salvo quando era in ballo la possibilità che trovasse soddisfazione il proprio personale tornaconto.

## Documenti d'epoca
Editto di Restituzione. Vienna, 6 marzo 1629 Radix Omnium Malorum
Noi Ferdinando II, imperatore romano per grazia divina, colui che accresce il regno in tutti i tempi ecc. riteniamo per primo, che siamo stati coinvolti in una inutile disputa, contraria alla pace di religione e ai precedenti statuti imperiali tuttora validi, e che in tal maniera si è venuta a creare nel Sacro Romano Impero l'attuale questione: se anche i conventi, i monasteri e le prelature, in quanto siti in territorio e sotto la sovranità di principi o di stati, siano da ritenersi inclusi nella pace di religione [di Augusta] che compete alle autorità dei principi o ad altre autorità territoriali, e se questi abbiano avuto o abbiano tuttora il potere di esercitare autorità, di potere riformare o in altro modo usare il loro potere a scopo di bene o comunque secondo la propria volontà. Che poi questo non debba avvenire, ovvero che non spetti alle autorità attentare ai diritti della Chiesa, anche se esse non sottostanno al Sacro Romano Impero, di questo la pace di religione parla chiaramente al paragrafo "contro" (par. 4), di cui si ricorda che gli appartenenti alla confessione augustana non debbono intervenire sugli altri stati del Sacro Impero (della vecchia religione), ecclesiastici o laici, con le loro leggi e le loro classi religiose, prescindendo da se e dove questi possano essersi trasferiti; devono consentire la pratica delle tradizioni religiose e l'esercizio della fede, nonché rispettare l'ordinamento e i cerimoniali, i possedimenti mobili e immobili, le terre e le genti, le autorità, le signorie e le leggi, i proventi, le tasse e la decima; devono lasciare che questi possano esercitare e godere (i loro diritti) in piena tranquillità e non devono intervenire nei confronti di questi né con i fatti né in altra maniera sfavorevole, bensì devono permettere che si possano muovere in tutti i modi secondo le disposizioni legislative, le norme, e gli ordinamenti sulla sicurezza pubblica del Sacro Impero; devono permettere che possano esercitare l'uno nei confronti dell'altro le leggi, tutto ciò nel rispetto del principe, delle parole vere ed evitando le pene ai sensi della quiete pubblica stabilita. Certo, la dizione "e altri stati ecclesiastici" non riguarda quei conventi e monasteri direttamente dipendenti o facenti parte del regno come stato e particolarmente quando sono situati nel territorio degli appartenenti alla confessione augustana; questo non lo insegnano soltanto gli atti del regno e i prothocolla, che sono stati deliberati in materia dal Consiglio dei principi, in cui tutto ciò che in questo paragrapko è dedicato agli ecclesiastici e ai loro fondatori, viene posto in un periodum ed esposto ed espresso in maniera molto diversificata in primo luogo per ciò che riguarda gli ecclesiastici facenti parte degli stati del regno, e poi per quanto riguarda coloro che non ne facessero parte e fossero siti in altri territori, eppure il contesto stesso fa capire che i religiosi, che abbiano cambiato residenza o meno, hanno diritto a riscuotere le tasse e i proventi del loro territorio di origine, e comunque ciò va dedotto chiaramente anche dal paragrafo "perché anche" (par. 8), in cui la giurisdizione ecclesiastica non verrebbe applicata nei confronti degli appartenenti alla confessione di Augsburg però con la clausola, in base alla quale ai principi elettori ecclesiastici, ai principi e alle classi, ai collegi, ai monasteri e ai confratelli tali sospensioni sulle tasse, sulla moneta, sui tassi e sui decimi, sui feudi laici, e anche altri diritti come sopra descritti (vedi il paragrafo precedente "contro") debbono risultare inviolabili, ribadendo lo stesso per quei religiosi che fanno parte delle classi, come anche i collegio., i monasteri e confratelli, di cui qui si tratta. Questo statuto sui beni ecclesiastici diretti e indiretti, sulle tasse e i tassi corrisponde al testo imperiale approvato nell'anno 1544 paragrafo "e con" et sequentibus, che come i testi già varati in precedenza, non viene modificato espressamente mantenendo il suo significato originale. Va giudicato inoltre quanto scritto nel paragrafo "dove però" (par. 7) e si aggiunge che quei conventi e monasteri che non fanno parte degli stati dell'impero e i cui possedimenti al momento del patto di Passau o comunque fino alla firma del medesimo non fossero stati degli ecclesiastici e che invece ancora prima del patto di Passau fossero passati agli appartenenti alla confessione augustana rimangano in possesso di questi ultimi e che ciò non venga ulteriormente contestato. Siccome quei conventi e monasteri che sono immediatamente alle dipendenze del Sacro Romano Impero vanno distinti da quelli siti in altro territorio, e pertanto di non diretta pertinenza degli stati, si dispone che per questi, e particolarmente per i beni di questi conventi e monasteri, valgano le norme vigenti prima del patto di Passau; gli stessi stati non dovrebbero ora più discutere né impugnare le vie legali circa il destino di questi beni; se ne deduce che quei conventi e monasteri che facevano parte della pace di religione non prima ma dopo il patto di Passau, ne costituiscono l'eccezione e che agli appartenenti alla confessione augustana non si dà nessun diritto di riformarli od inglobarli; questo non sarà ammesso e se dovesse invece succedere, le parti potranno fare valere i propri diritti. Inoltre si è venuto a sapere, che numerosi stati contestatarie si sono permessi di comportarsi in disaccordo alla seguente lettera del paragrafo "e dopo che etc." (par. 6) in cui si dice chiaramente: "Dove un arcivescovo, vescovo prelato etc. venga rispettato". Non soltanto alcuni non hanno ceduto i rispettivi vescovati dopo avere abbandonato la fede cattolica, altri, che non avevano tali beni, hanno cercato di appropriarsi di tali vescovati e prelature, accecati dal paragrafo presente e adducendo il pretesto, che questo non facesse parte della pace di religione, lo accolsero con vivaci proteste. Per questo noi facciamo studiare attentamente gli atti per ottenere informazioni esatte su tale paragrapho, detto genericamente anche "del reservatum ecclesiasticum", e per capire quale ne sia la natura e come sia da intendersi nell'ambito della pace della religione (anche se poi la lettera sulla pace della religione dovrebbe essere sufficiente); In base a ciò decideremo sulle contestazioni presentateci, affinché la pace della religione sia composta e redatta con la partecipazione, la buona volontà e il consiglio di tutti i principi elettori e da tutti gli stati di entrambe le religioni; in seguito essa va ratifìcata e giurata dagli stati presenti, riconosciuta in tutti i suoi singoli punti, clausole e articoli, perché venga attuata con la fedeltà più assoluta e perché non venga trasgredita. Noi e i nostri predecessori ci siamo impegnati con esattezza nel nostro contratto di elezione e incoronazione in questa pace di religione con i suoi precisi contenuti; i nostri principi elettori del Sacro Impero non ci avrebbero richiesto tale impegno senza riserva e differenza, se nel suo contesto vi fosse stato un passaggio qualsiasi, al rispetto del quale non fossimo stati obbligati. Da quanto fin qui esposto e basandoci sul contenuto della pace di religione e su altre leggi del Sacro Impero, nonché su atti e attività imperiali già risolte, riconosciamo i tre articoli principali e dichiariamo: in primis che gli stati contestatali non hanno alcun motivo per la loro protesta né per la presentazione di un gravamen, perché, su richiesta dei generali degli ordini, degli abbati e prelati e di altri stati ecclesiastici non direttamente alle dipendenze del Sacro Impero si istituisca un processo innanzi a noi o al tribunale imperiale, affinché questo processo venga concesso, svolto e portato a una sentenza, in materia di confisca dei conventi, monasteri, ospedali e delle fondazioni religiose. Però constatiamo anche che gli stati cattolici che hanno giustamente lamentato che i loro monasteri e beni ecclesiastici, di cui erano in possesso da sempre o comunque sin dai tempi del patto di Passau, erano stati confiscati contrariamente allo spirito della pace di religione, ora contestano il sequestro delle tasse e dei proventi loro spettanti, dicendosi indignati di tale violazione della pace suddetta, che comporta la ritenzione dei beni da parte delle autorità contro le intenzioni e opinioni degli ideatori della norma e contro l'evidente interpretazione stessa della pace della religione. Nel secondo articolo non riconosciamo alcun motivo di protesta da parte degli appartenenti alla confessione augustana; lamentano che loro confratelli, che sono ancora in possesso di fondazioni religiose, vescovati e prelature dipendenti dal Sacro Impero o che comunque ne rivendicano il possesso, non vogliono essere considerati vescovi o prelati da parte degli stati cattolici, né vogliono notare durante le sedute del Consiglio, né vogliono riceverne le regalia e il feudo, visto che da parte dei cattolici in base allo spirito del reservatum eccleslasticum vien fatta presentazione di gravamina in cui si chiede che i loro vescovi e prelati usciti dalla religione cattolica, non possano mantenere i rispettivi vescovati e prelature, nonché ogni diritto e privilegio di cui godevano prima che fossero riconosciuti quali stati facenti parte dell'impero proprio grazie al possesso di tali vescovati e prelature, e che anche coloro che non fossero di fede cattolica, né qualificati in alcun modo nello Stato ecclesiastico, non possano appropriarsi di questi vescovati e prelature e continuare a farlo, credendo di annullare con ciò tutti gli stati ecclesiastici cattolici e quelli a loro simili. Trovandosi ora la spiegazione della parte più nobile e importante dei gravamina, che comportavano problemi di sicurezza pubblica, come già detto in precedenza nelle parole chiare della pace di religione, nelle costituzioni e negli atti dell'impero e avendo studiato se vi sia motivo di contestazione legittima o meno ordiniamo alla nostra Corte d'Appello [...] di giudicare ed emettere una sentenza su questa nostra dichiarazione anche in futuro senza discuterne oltre, qualora dovesse ripresentarsi un caso analogo a quanto descritto in questa risoluzione; e siccome le spolia e turbationes come anche l'occupazione dei conventi e delle prelature contrariamente al contenuto della pace della religione in molti luoghi (sono) noti e incontestabili, e risultando anche lo ius dalle parole, della pace di religione e da altre incontestabili leggi dell'impero come già menzionato sopra, in questi casi si dia assistenza alla parte oppressa, affinché possa ottenere quanto le spetta. Per attuare tanto la pace di religione quanto la pace civile siamo ora decisi a mandare i nostri commissarios imperiali nell'impero, perché essi chiedano agli illegittimi detentoribus la restituzione degli arcivescovati e vescovati, prelature, monasteri e conventi, nonché dei beni ecclesiastici, degli ospedali e delle fondazioni che erano stati in possesso dei cattolici ancora prima o sin dai tempi del patto di Passau e che se li sono visti sottrarre contrariamente a quanto previsto dalle leggi; la Corte d'Appello provveda poi a trovare persone qualificate che dirigano queste fondazioni e questi conventi e faccia in modo che ognuno possa godere senza peripezie e perdite di tempo dei diritti riconosciutigli dalla pace della religione. Chiediamo allora ai presenti che ci ascoltano attentamente, di volere rispettare le leggi della pace di religione e della tranquillità pubblica, e di non violare questo nostro ordinamento, bensì fare in modo di attuarlo nelle rispettive terre, dove-i nostri commissari saranno a loro disposizione. Coloro che attualmente posseggono i suddetti arcivescovati, vescovati, prelature, monasteri, ospedali, praebenda, fondazioni e altri beni ecclesiastici, seguano lo spirito di questo nostro editto imperiale, preparandosi a rinunciare e restituire questi vescovati, prelature e altri beni ecclesiastici, e mettendo il tutto senza riserva a disposizione dei nostri commissari imperiali senza opporre resistenze; altrimenti essi andranno anche soltanto per eventuali ritardi nella restituzione, incontro alle pene previste dalla pace di religione e dalle leggi di tranquillità pubblica, di cui si chiede il rispetto, e perderanno a causa della loro notoria disubbidienza tutti i loro privilegi e diritti ipso facto, senza condanna né sentenza; in seguito ne verrà inevitabilmente ordinata l'esecuzione. Ordiniamo inoltre, che questo nostro editto imperiale, la risoluzione e la dichiarazione vengano pubblicati e resi noti in ogni modo dai principi nelle rispettive circoscrizioni, e che si dimostri rispetto copiis che verranno mandate di tanto in tanto nelle circoscrizioni, così come si rispetterà lo stesso testo originale. Tutto ciò riteniamo essere della massima importanza. Edito nella nostra città di Vienna, nel sesto giorno del mese di marzo, nell'anno milleseicentoventinove, nel decimo anno del nostro impero, nell'undicesimo del regno ungherese e nel dodicesimo di quello boemo.